# Henry Haig
Henry Haig (né en 1930 et mort le 6 décembre 2007) est un artiste spécialiste du verre (maître verrier, vitrailliste, souffleur de verre, peintre sur verre) et sculpteur britannique,,,,.

## Éducation
Né à Hampstead en 1930, le talent d'Henry a été reconnu et encouragé par Jack Fairhurst, son professeur d'art à la Richmond and East Sheen County School for Boys. Une visite à la Wimbledon School of Art à l'âge de quinze ans a conduit à une offre immédiate et Haig y a ainsi étudié la peinture et la sculpture pendant cinq ans jusqu'à ce qu'il soit appelé au service national en 1949. Il a refusé une commission d'officier à la fin de son service, préférant retourner à ses études d'art. Il a postulé pour une place dans l'école de peinture du Royal College of Art mais a accepté une offre du département des vitraux à la place dirigé par Lawrence Lee de 1952 et 1955.

## Carrière
L'un des premiers travaux publics de Haig est la frise de béton, de verre et de granit dans le hall de réservation de la gare de South Ruislip. Haig enseigne au Kingston College of Art (maintenant nommé Université de Kingston). Il crée quatorze fenêtres en dalle de verre inspirées de la vie de Saint-Richard de Chichester et les panneaux de la porte de la sacristie qui sont recouverts d'émaux, d'or et d'argent fondus sur de la tôle d'acier pour l'église Saint-Richard à Londres de 1964 à 1965. Son home studio pour les commandes était situé dans un ancien court de jeu de raquettes (anglais britannique: racquets ; anglais américain: rackets), à Fifehead Magdalen dans le Dorset où la famille a vécu depuis 1969.

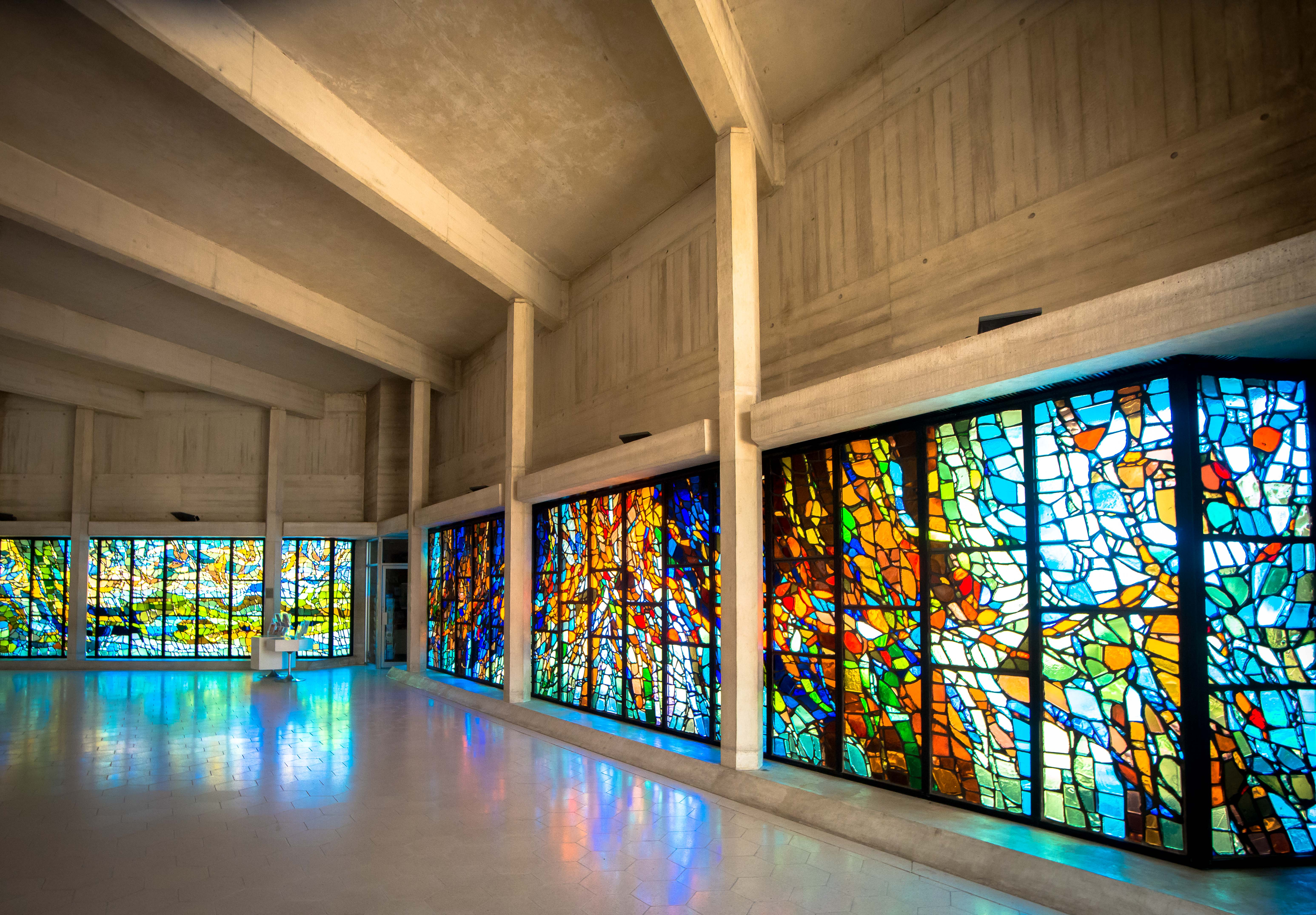
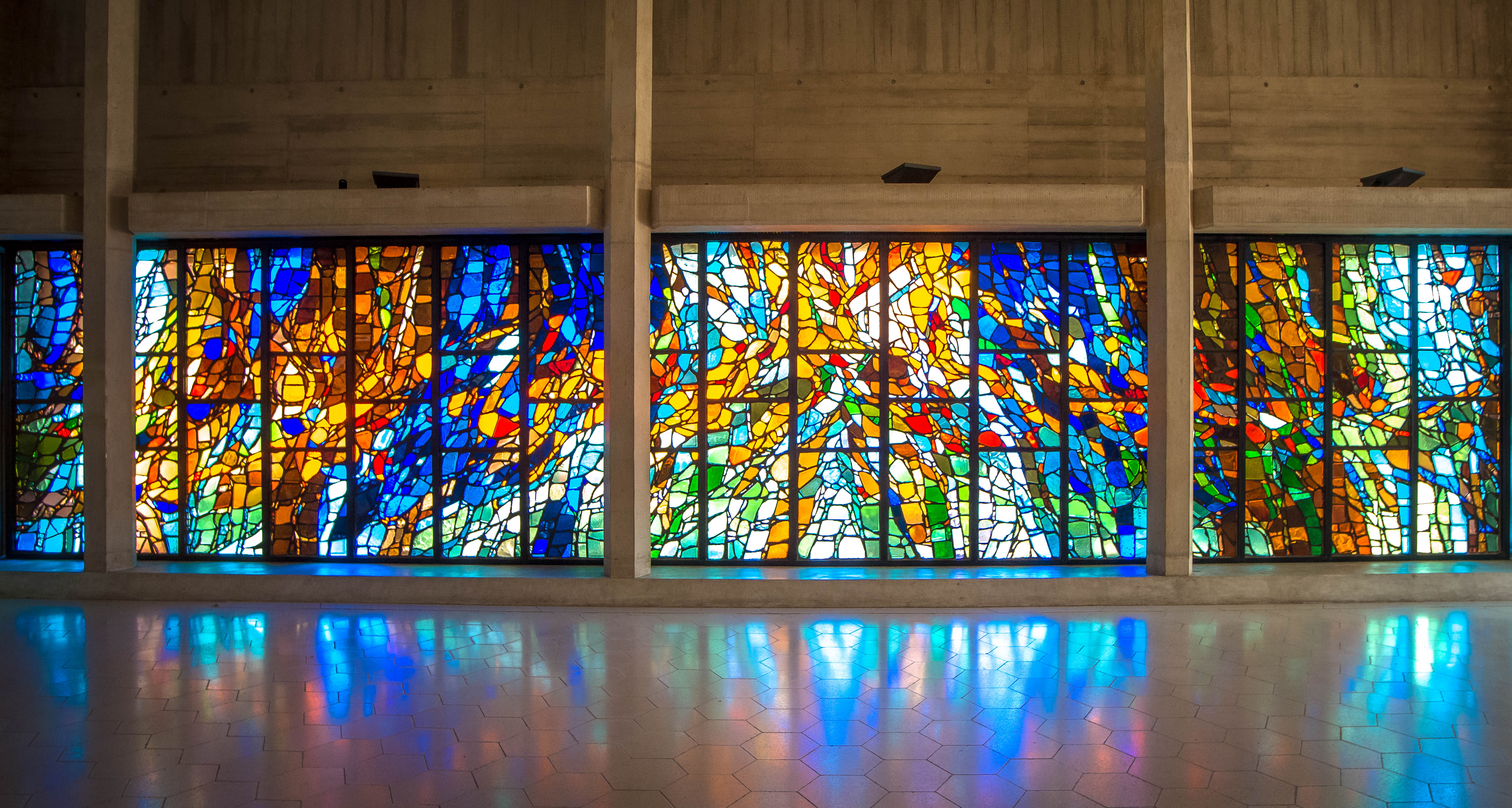
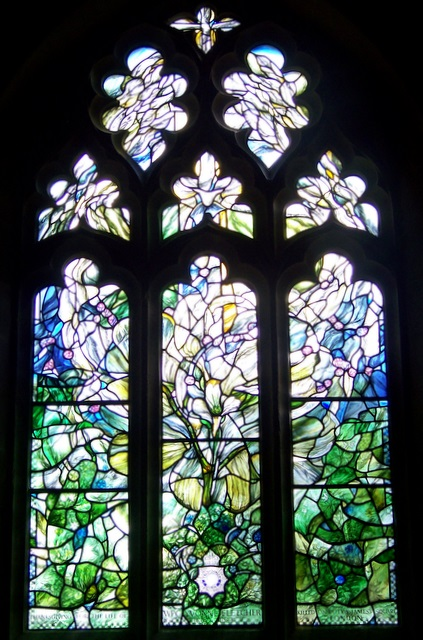
Vitrail commémoratif pour Yvonne Fletcher.

Ses autres travaux, dont la plupart sont installés dans des édifices religieux, incluent,, :
- La Cathédrale Saints-Pierre-et-Paul de Clifton (plus de 8000 morceaux de verre sertis[13],[14]).
- La Christ Church (méthodiste / URC) à Chichester et installées en 1982.
- L'église de St. Mary, Donhead St Mary, Wiltshire.
- L'église du Christ Roi à Amesbury.
- La chapelle du couvent de Sainte-Thérèse à Effingham dans le Surrey.
- Le couvent Saint-Pierre à Woking.
- pour Yvonne Fletcher, qui a été abattue en service pendant le siège de l'ambassade de Libye le 17 avril 1984 ; le vitrail commémoratif consacré par l'évêque de Salisbury le 17 avril 1988 dans la chapelle de l'église St Leonard's Church.
- Le vitrail pour commémorer le 50e anniversaire de la Royal Air Force payé à St Michael's et All Saints à Lyneham dans le Wiltshire, a été célébrée lors d'un service pour l'anniversaire par la Reine le 17 mai 1990[15].
- En février 1991, la « Minerva » de Haig comprenant six fenêtres a été installée à Bath dans le Somerset[16].
- Le 22 novembre 1992, la fenêtre commémorative Michael James a été installée dans l'arche de la porte ouest de Wimborne Minster[17].
- Les vitraux « The Creed » et « Garden of Eden » dans l'église paroissiale de St Leonard à Priors Marston dans le Warwickshire installées en 1993[18].
- La rosace nord de l'église St Mary à Swanage, installée en 1994[19].
- L'oculus doré de l'église Saint-Marc à Highcliffe, qui représente Alpha et Omega[20],[21].
- Le mural « Journey from Stourhead » et les vitraux de la chapelle à l'hôpital de Shaftesbury.
- Le dôme de verre, une croix et le cabinet de la chapelle de l'hospice Joseph Weld à Dorchester.
- En 1994, le vitrail est de St Stephen's York, remplaçant les fenêtres détruites par l’incendie criminel de 1992 et dont le design a été inspiré par l'écriture d'Alcuin of York.
- En 1995, les vitraux de l'allée sud de St. Michael Shalbourne, Wiltshire[22].
- En 1997, deux vitraux représentant des scènes rurales ont été ajoutés à l'église de St Edith de Baverstock, Wiltshire et le vitrail cintré de Haig a été installé à All Saints, Newland[23].
- En 1998, les fenêtres de Haig ont été installées dans l'église du Très Saint Nom et de Saint-Édouard à Shaftesbury. Haig a commencé à travailler sur cela en 1996, travaillant avec la congrégation pour affiner la conception, en s'appuyant sur les couleurs des fenêtres de la cathédrale de Nantes[24].
- Les douze vitraux de Haig dans l'église de l'abbaye de Douai à Thatcham ont été bénis par l'abbé Geoffrey Scott OSB le 20 novembre 1999[25],[26].
- Le vitrail consacré la fenêtre le 30 septembre 2001 pour célébrer le millénaire de l'église St Michael & All Angels, Alsop en le Dale, Derbyshire[27].
- Le vitrail pour l'allée sud de l'église St Mary à Fordingbridge en 2000.

### Vie privée
Après avoir rencontré une camarade de classe au Royal College of Art, Joan Salmon, ils se sont mariés le jour de l'an 1956 et eurent cinq enfants. Haig est décédé à Yeovil, le 6 décembre 2007, à l'âge de 77 ans.